# 蓮香
蓮香（7月19日—）是日本出身的女聲優、歌手、宣傳模特兒。

## 概要
巴西（小5起博多）出身。原所屬事務所為ATELIER PEACH，但2008年4月由於私人理由而退所。
血型是O型。身高156cm。足圍是21.5 cm。寵物是愛蓮（粟鼠）♀。 
主要擔任成人遊戲的聲演。她的外貌足以擔任Comic Market等的同人活動為中心的宣傳模特兒。

## 演出作品

### 遊戲
- （岬蓮香）
- Angel Egg（新井紗菜惠）
- 7-Online Gamer（岬蓮香）
- （阿川美里）
- 相姦遊戯（姉・ゆり）
- （岬蓮香）
- 幻燐的姬將軍2 ～引導靈魂的族譜～（セリエル・イオテール）
- 歡迎來到Pia Carrot!!G.O. ～GRAND‧OPEN～（八重樫香苗）
- （楠綾枝）
- （岬鈴香）
- 女神大戰（堂本美奈代）
- （平野美咲）
- （カーネーションのばにら姫、ローズマリーの鉄子姫）

### OVA
- （岬蓮香）

### 大型活動
- Comic Market
- 東京改裝車展2006「法藤賽車」

### 其他
- CD-ROM寫真集「Pillow Talk」

### CD
- （鎌家 恋花）

### 印象角色
- 岬蓮香（鐵子）

## 外部連結
- Water Lilly （页面存档备份，存于） 個人網頁
- 官方Profile